# Pietra-di-Verde
Pietra-di-Verde (kors. A Petra di Verde) – miejscowość i gmina we Francji, w regionie Korsyka, w departamencie Górna Korsyka.
Według danych na rok 1990 gminę zamieszkiwało 95 osób, a gęstość zaludnienia wynosiła 11 osób/km².